# Keiko Suenobu
Keiko Suenobu (けいこ すえのぶ Keiko Suenobu?) es una dibujante de manga. Sus obras se caracterizan por girar habitualmente en torno al acoso escolar, principalmente aunque no de forma exclusiva el dirigido a chicas, con protagonistas cercanas al lector y, generalmente, un mensaje esperanzador. Su estilo de dibujo puede ser enmarcado en el shōjo, o manga dirigido a chicas adolescentes, aunque sus historias tienen un contenido más típico del  manga para adultos.
En 2006 y gracias a  Life fue ganadora del Kodansha manga award en la categoría de shōjo.

## Obra[2]
- Vitamin (ビタミン?) (2001)
- Namida Hyakuman Tsubu (2001). One-shot con: Aimoto Mizuho, Suetsugu Yuki, Tsugumi, y Sakurai Machiko.
- It's called love (感動の純愛?) (2002)
- Life (2002-2009). Licenciado en España por Norma Editorial
- Happy tomorrow (ハッピー・トゥモロ?) (2003)
- Limit ( リミット?) (2009-2011)
- Hope (2013-2015)